# Cutis marmorata teleangiectatica congenita
Cutis marmorata teleangiectatica congenita (CMTC) is een zeldzame aangeboren huidafwijking die zichtbaar is als een netvormig patroon van rode vlekken op de huid. Het wordt ook wel het syndroom van Van Lohuizen genoemd naar de Nederlandse arts die het syndroom voor het eerst beschreef.
Cutis marmorata (letterlijk: gemarmerde huid) is een patroon van netvormige rode vlekken op de huid, wat normaal bij baby's gezien kan worden, vooral bij koude. Bij CMTC is dit op een deel van de huid aanwezig - meestal niet symmetrisch - en blijft het ook bij een warme huid zichtbaar.
Bij CMTC kunnen voorkomen:
- huidafwijkingen: wonden, atrofie
- grootteverschil tussen ledematen
- botafwijkingen
- glaucoom

## CTCM met macrocefalie
Een aparte (ernstiger) subklasse wordt gevormd door patiënten met CMTC en een groot hoofd (macrocefalie; OMIM 602501). De macrocefalie wordt soms door een hydrocefalie (waterhoofd) veroorzaakt. Meestal gaat het gepaard met hypotonie (spierzwakte), ontwikkelingsachterstand, en wijnvlekken in gelaat.